# Hatsumi Morinaga
Hatsumi Morinaga (守永 初美 Morinaga Hatsumi?) (4 de enero de 1979) es una excantante de J-Pop proveniente de Nagoya, Prefectura de Aichi, Japón. Mide 1,67 cm y su grupo sanguíneo es 0 positivo. Su primer sencillo "Aozora no Knife" como parte del juego Bust A Move es lo que la hizo conocida a nivel mundial por fanáticos de este juego de baile. Datos sobre esta cantante son realmente escasos, principalmente porque solo lanzó tres sencillos en lo que poco que duró su corta carrera musical.
Desde joven tuvo el deseo de ser cantante. Pudo demostrar sus dotes en un programa de televisión en el cual destacó entre los otros concursantes y donde productores discográficos le ofrecieron lanzar su música al mercado.

## Discografía

### Sencillos
1. Aozora no Knife (青空のknife?) (28-01-1998)[2]
2. Kakumei Mitai na Kanjou (革命みたいな感情?) (02-09-1998)[3]
3. SAVE OUR SONG (02-12-1998)[4]